# Entodon werneri
Entodon werneri är en bladmossart som beskrevs av William Russell Buck 1980. Entodon werneri ingår i släktet Entodon och familjen Entodontaceae. Inga underarter finns listade i Catalogue of Life.